# Een open doekje voor Delgado
Een open doekje voor Delgado (Engelse titel: The Productions of Time) is een sciencefictionroman uit 1967 van de Britse schrijver John Brunner. Het verhaal werd oorspronkelijk gepubliceerd in 1966 in The Magazine of Fantasy & Science Fiction.

## Verhaal
Murray Douglas is een alcoholist die ooit een van Engelands meest beroemde acteurs was. Douglas ontmoet de excentrieke theaterregisseur Manuel Delgado die voor een eigen productie allerhande acteurs en actrices bijeen aan het zoeken is. Elk van de acteurs zag zijn carrière beëindigd door persoonlijke problemen. Zo zullen er in het avant-garde toneelstuk een alcoholist, een lesbienne, een junkie, een pederast en een pornografieverzamelaar optreden. Douglas komt echter tot de ontdekking dat voor Delgado het geplande stuk enkel een dekmantel is, met de bedoeling zijn acteurs als marionetten te manipuleren.